# Nabeshima Naoharu
Nabeshima Naoharu est un nom japonais traditionnel ; le nom de famille (ou le nom d'école), Nabeshima, précède donc le prénom (ou le nom d'artiste).
Nabeshima Naoharu (鍋島 直温, 13 juin 1766-10 décembre 1825) est un daimyo de la fin de l'époque d'Edo, à la tête du domaine de Hasunoike dans la province de Hizen (moderne préfecture de Saga).

## Source de la traduction
- (en) Cet article est partiellement ou en totalité issu de l’article de Wikipédia en anglais intitulé « Nabeshima Naoharu » (voir la liste des auteurs).